# ناآرامی‌های ۲۰۱۷–۲۰۲۰ قطیف
ناآرامی‌های ۲۰۱۷–۲۰۲۰ قطیف، مرحله‌ای از درگیری در منطقه قطیف در استان شرقی، عربستان سعودی، بین نیروهای امنیتی سعودی و شیعیان محلی بود که به طور پراکنده از ۱۹۷۹، از جمله یک سری اعتراضات و سرکوب در طول اعتراضات ۲۰۱۲–۲۰۱۱ در عربستان سعودی آغاز شد.